# Против течения (фильм, 2016)
Про́тив тече́ния (кит. 长江图, трад: 長江圖, Chang Jiang Tu) — китайский драматический фильм, снятый Ян Чао. Мировая премьера ленты состоялась 15 февраля 2016 года на Берлинском международном кинофестивале.

## Сюжет
Гао Чун — молодой капитан. Он чувствует ответственность за душу своего недавно умершего отца. В то же время, он также ищет истинную любовь. В каждом порту, где ему больно, он встречает одну и ту же женщину. Во время своего путешествия по реке, встречает Чун среди разных людей.

## Награды
- Премия Берлинского кинофестиваля «Серебряный медведь» — оператору фильма Марку Ли Пинбину за выдающиеся достижения в области киноискусства[2].